# Laetitia de Fombelle
Laetitia de Fombelle, née Rousselot, est une actrice et metteuse en scène de théâtre française.

## Biographie

### Jeunesse et formation
Après une enfance à Birmingham et à Paris, Laetitia Rousselot suit des études de lettres modernes et de théâtre à la Sorbonne et à Paris III. Passionnée de littérature, elle pratique le théâtre et se forme auprès d’Odile Bougeard, de Jean Laurent Cochet et de Jack Garfein. Elle s’installe au Vietnam où elle enseigne le français et le théâtre au Lycée de Hanoï[réf. nécessaire].

### Carrière
De retour en France elle joue dans Hommage à Alfred Lepetit (Ours d'Or à Berlin), court métrage de Jean Rousselot, aux côtés de Charlotte Rampling et Roman Polanski, puis met en scène une dizaine de pièces de théâtre, comme Juste la fin du monde de Jean Luc Lagarce, Cet enfant de Joël Pommerat ou plus récemment Les uns chez les autres d’Alan Ayckbourn au théâtre de Belleville en 2015. 
Elle joue dans Rose Cats de Timothée de Fombelle et Trahisons de Harold Pinter.

### Vie privée
Elle est l'épouse de Timothée de Fombelle.

## Filmographie

### Cinéma

#### Longs métrages
- 2011 : Simon Werner a disparu..., sélection « un certain regard » Festival de Cannes[5] de Fabrice Gobert
- 2014 : À coup sûr de Delphine de Vigan (la barmaid)
- 2014 : Les Recettes du bonheur de Lasse Hallström (la femme-gendarme)
- 2016 : Monsieur et Madame Adelman de Nicolas Bedos (la chroniqueuse littéraire)
- 2016 : K.O. de Fabrice Gobert (la gouvernante de Solange)
- 2017 : Quand je serai grande je te tuerai de Jean Christophe Delpias
- 2019 : L'Ordre des médecins de David Roux (la radiologue)
- 2019 : La Belle Époque de Nicolas Bedos

#### Courts métrages
- 2000 : Hommage à Alfred Le Petit de Jean Rousselot, Ours d’Or à Berlin
- 2011 : En gardant les tournesols de Jean Rousselot
- 2016 : La Sève de Manon Goupil[6], Festival de Locarno, Best Swiss Newcomer Award[7]
- 2017 : Rendez vous vendredi de Colombe Rubini

### Télévision
- 2011 : Hard saison 2 Épisode 2 de Cathy Verney
- 2012 : Les Revenants saison 1 de Fabrice Gobert (Série Télévisée, International Emmy Award for Best Drama Series 2013) : Madame Costa
- 2013 : Tunnel saison 1, épisode 9 de Thomas Vincent
- 2013 : Chérif de Bruno Garcia
- 2014 : Fais pas ci, fais pas ça saison 7 épisode 3 de Cathy Verney et Michel Leclerc France 2
- 2015 : Les Revenants Saison 2 (Canal +) de Fabrice Gobert et Fredéric Goupil : Madame Costa[8]
- 2016 : Les Témoins saison 2, de Hervé Hadmar
- 2017 : Mention particulière de Christophe Campos

### Doublage
- 2023 : Tobie Lolness : ? (création de voix)

## Théâtre
- 2007 : Rose Cats de Timothée de Fombelle
- 2010 : Trahisons de Harold Pinter, mise en scène Serge Onteniente[9]
- 2011 : Juste la fin du monde de Jean Luc Lagarce (mise en scène)
- 2012 : Cet enfant de Joël Pommerat (mise en scène)
- 2015 : Les uns chez les autres[10] d'Alan Ayckbourn au théâtre de Belleville (mise en scène)

## Musique
- 2011 : Voix off du spectacle de danse Chambres d’hôtel, chorégraphie Valérie Rivière, à l'opéra de Bordeaux[11]